# Изотопы кислорода

В конце жизни массивной звезды, ^{16}O сконцентрирован в кислородной оболочке, ^{17}O в H-оболочке и ^{18}O в He-оболочке

Изотопы кислорода — разновидности химического элемента кислорода с разным количеством нейтронов в атомном ядре. Известно 18 изотопов кислорода с массовыми числами от 11 до 28 (количество протонов 8, нейтронов от 3 до 20). Ядерные изомеры неизвестны.
Природный кислород состоит из смеси 3 стабильных изотопов:
- 16O (изотопная распространенность 99,76 %)
- 17O (изотопная распространенность 0,04 %)
- 18O (изотопная распространенность 0,20 %)

Самый долгоживущий радиоактивный изотоп — 15O, его период полураспада — 122,24 секунды.

## Стабильные изотопы
Природный кислород состоит из трёх стабильных изотопов, 16O, 17O и 18O, из них изотоп 16O является наиболее распространенным изотопом кислорода, 17O и 18O являются вторичными изотопами.
Кислород в атмосфере Земли на 99,759 % состоит из 16O, на 0,037 % из 17O и на 0,204 % из 18O.

### Кислород-16
Преобладание изотопа 16O объясняется тем, что он образуется в процессе термоядерного синтеза, происходящего в звёздах.
Большая часть 16O образуется в конце процесса слияния гелия в звёздах. В ходе тройной альфа-реакции синтезируется изотоп 12C, который захватывает дополнительное ядро 4Не. Кроме того, 16O образуется при ядерном горении неона.

### Кислород-17
17O образуется в основном в ходе CNO цикла и находится преимущественно в зоне горения водорода. 

### Кислород-18
Большая часть 18O образуется в реакции захвата изотопом 14N ядер 4Не с накоплением в гелиевой зоне звёзд. Для слияния двух ядер кислорода и образования ядра серы требуется температура в миллиард кельвин.
Используется при синтезе 18F методом бомбардировки протонами мишеней с 18O в ускорителях. Для этого природный кислород обогащают по 18O до 95%. Разделение изотопов производится методом дистилляции и/или центрифугированием.
В атмосфере земли наблюдается повышенное содержание тяжелого изотопа 18О по сравнению с содержанием в морской водой, данное явление называется эффектом Доула, он возникает из-за того, что для дыхания предпочтительно используется более лёгкий, а значит и более реакционноспособный, 16O, что увеличивает относительный объём 18O в атмосфере.

## Радиоизотопы
Известны также искусственные изотопы кислорода в диапазоне массовых чисел от 11 до 28. Наиболее стабильны 15O с периодом полураспада 122,24 с и 14O с периодом полураспада 70,606 с. Все остальные радиоактивные изотопы имеют периоды полураспада менее 27 с, большинство из них имеют периоды полураспада менее 83 миллисекунд. Например, 24O имеет период полураспада 61 мс.
Наиболее распространенные пути распада для лёгких изотопов является β+-распад (с образованием изотопов азота), а для тяжелых изотопов — β- распад (с образованием изотопов фтора).

### Кислород-13
Кислород-13 — нестабильный изотоп кислорода, ядро которого состоит из 8 протонов и 5 нейтронов. Спин ядра 3/2, период полураспада 8,58 мс. Атомная масса 13,0248 а. е. м. Он превращается в 13N путём электронного захвата с выделением энергии распада 17,765 МэВ. Является продуктом распада фтора-14. Был впервые получен Резерфордом при бомбардировке ядер азота альфа-частицами.

### Кислород-15
Изотоп 15O используется в позитронно-эмиссионной томографии, но гораздо реже, чем 18F или 11С. Это объясняется слишком коротким периодом полураспада 15O. Ядро 15O состоит из 8 протонов, 7 нейтронов, атомная масса 15.0030654 а. е. м. Период полураспада — 122 секунды.

## Таблица изотопов
| Символ нуклида | Z(p)                | N(n)                | Масса изотопа (а. е. м.) | Период полураспада (T1/2)           | Канал распада | Продукт распада | Спин и чётность ядра | Распространённость изотопа в природе | Диапазон изменения изотопной распространённости в природе |
| Символ нуклида | Энергия возбуждения | Энергия возбуждения | Энергия возбуждения      | Период полураспада (T1/2)           | Канал распада | Продукт распада | Спин и чётность ядра | Распространённость изотопа в природе | Диапазон изменения изотопной распространённости в природе |
| -------------- | ------------------- | ------------------- | ------------------------ | ----------------------------------- | ------------- | --------------- | -------------------- | ------------------------------------ | --------------------------------------------------------- |
| 11O            | 8                   | 3                   | 11,051250(60)            | (1,98 ± (22))⋅10−22 с [2,31 ± 0,14] | 2p            | 9C              | (3/2−)               |                                      |                                                           |
| 12O            | 8                   | 4                   | 12,034368(13)            | (8,9 ± (33))⋅10−21 с                | 2p (60,0%)    | 10C             | 0+                   |                                      |                                                           |
| 13O            | 8                   | 5                   | 13,024815(10)            | 8,58 ± (5) мс                       | β+ (89,1%)    | 13N             | (3/2−)               |                                      |                                                           |
| 13O            | 8                   | 5                   | 13,024815(10)            | 8,58 ± (5) мс                       | β+, p (10,9%) | 12C             | (3/2−)               |                                      |                                                           |
| 14O            | 8                   | 6                   | 14,008596706(27)         | 70,621 ± (11) с                     | β+            | 14N             | 0+                   |                                      |                                                           |
| 15O            | 8                   | 7                   | 15,0030656(5)            | 122,266 ± (43) с                    | β+            | 15N             | 1/2−                 |                                      |                                                           |
| 16O            | 8                   | 8                   | 15,9949146193(3)         | стабилен                            | стабилен      | стабилен        | 0+                   | 0,99757(16)                          | 0,99738–0,99776                                           |
| 17O            | 8                   | 9                   | 16,9991317560(7)         | стабилен                            | стабилен      | стабилен        | 5/2+                 | 3,8(1)⋅10−4                          | (3,7–4,0)⋅10−4                                            |
| 18O            | 8                   | 10                  | 17,9991596121(7)         | стабилен                            | стабилен      | стабилен        | 0+                   | 2,05(14)⋅10−3                        | (1,88–2,22)⋅10−3                                          |
| 19O            | 8                   | 11                  | 19,0035780(28)           | 26,470 ± (6) с                      | β−            | 19F             | 5/2+                 |                                      |                                                           |
| 20O            | 8                   | 12                  | 20,0040754(9)            | 13,51 ± (5) с                       | β−            | 20F             | 0+                   |                                      |                                                           |
| 21O            | 8                   | 13                  | 21,008655(13)            | 3,42 ± (10) с                       | β−            | 21F             | (5/2+)               |                                      |                                                           |
| 22O            | 8                   | 14                  | 22,00997(6)              | 2,25 ± (9) с                        | β− (>78%)     | 22F             | 0+                   |                                      |                                                           |
| 22O            | 8                   | 14                  | 22,00997(6)              | 2,25 ± (9) с                        | β−, n (<22%)  | 21F             | 0+                   |                                      |                                                           |
| 23O            | 8                   | 15                  | 23,01570(13)             | 97 ± (8) мс                         | β− (93%)      | 23F             | 1/2+                 |                                      |                                                           |
| 23O            | 8                   | 15                  | 23,01570(13)             | 97 ± (8) мс                         | β−, n (7%)    | 22F             | 1/2+                 |                                      |                                                           |
| 24O            | 8                   | 16                  | 24,01986(18)             | 77,4 ± (45) мс                      | β− (57%)      | 24F             | 0+                   |                                      |                                                           |
| 24O            | 8                   | 16                  | 24,01986(18)             | 77,4 ± (45) мс                      | β−, n (43%)   | 23F             | 0+                   |                                      |                                                           |
| 25O            | 8                   | 17                  | 25,02934(18)             | (5,18 ± (0,35))⋅10−21 с             | n             | 24O             | 3/2+#                |                                      |                                                           |
| 26O            | 8                   | 18                  | 26,03721(18)             | 4,2(33)⋅10-12 с                     | 2n            | 24O             | 0+                   |                                      |                                                           |
| 27O            | 8                   | 19                  | 27,04796(54)#            | <260 нс                             | n             | 26O             | 3/2+#                |                                      |                                                           |
| 28O            | 8                   | 20                  | 28,05591(75)#            | <100 нс                             | 2n            | 26O             | 0+                   |                                      |                                                           |

### Пояснения к таблице
- Распространённость изотопов приведена для большинства природных образцов. Для других источников значения могут сильно отличаться.

- Индексами 'm', 'n', 'p' (рядом с символом) обозначены возбужденные изомерные состояния нуклида.

- Символами, выделенными жирным шрифтом, обозначены стабильные продукты распада.

- Значения, помеченные решёткой (#), получены не из одних лишь экспериментальных данных, а (хотя бы частично) оценены из систематических трендов у соседних нуклидов (с такими же соотношениями Z и N). Неуверенно определённые значения спина и/или чётности заключены в скобки.

- Погрешность приводится в виде числа в скобках, выраженного в единицах последней значащей цифры, означает одно стандартное отклонение (за исключением распространённости и стандартной атомной массы изотопа по данным ИЮПАК, для которых используется более сложное определение погрешности). Примеры: 29770,6(5) означает 29770,6 ± 0,5; 21,48(15) означает 21,48 ± 0,15; −2200,2(18) означает −2200,2 ± 1,8.